# SLC25A44
SLC25A44 (англ. Solute carrier family 25 member 44) – білок, який кодується однойменним геном, розташованим у людей на 1-й хромосомі. Довжина поліпептидного ланцюга білка становить 314 амінокислот, а молекулярна маса — 35 392.
| 10         |  | 20         |  | 30         |  | 40         |  | 50         |
| ---------- |  | ---------- |  | ---------- |  | ---------- |  | ---------- |
| MEDKRNIQII |  | EWEHLDKKKF |  | YVFGVAMTMM |  | IRVSVYPFTL |  | IRTRLQVQKG |
| KSLYHGTFDA |  | FIKILRADGI |  | TGLYRGFLVN |  | TFTLISGQCY |  | VTTYELTRKF |
| VADYSQSNTV |  | KSLVAGGSAS |  | LVAQSITVPI |  | DVVSQHLMMQ |  | RKGEKMGRFQ |
| VRGNPEGQGV |  | VAFGQTKDII |  | RQILQADGLR |  | GFYRGYVASL |  | LTYIPNSAVW |
| WPFYHFYAEQ |  | LSYLCPKECP |  | HIVFQAVSGP |  | LAAATASILT |  | NPMDVIRTRV |
| QVEGKNSIIL |  | TFRQLMAEEG |  | PWGLMKGLSA |  | RIISATPSTI |  | VIVVGYESLK |
| KLSLRPELVD |  | SRHW       |  |            |  |            |  |            |

A: Аланін

C: Цистеїн

D: Аспарагінова кислота

E: Глутамінова кислота

F: Фенілаланін

G: Гліцин

H: Гістидин

I: Ізолейцин

K: Лізин

L: Лейцин

M: Метіонін

N: Аспарагін

P: Пролін

Q: Глутамін

R: Аргінін

S: Серин

T: Треонін

V: Валін

W: Триптофан

Задіяний у такому біологічному процесі, як транспорт. 
Локалізований у мембрані, мітохондрії, внутрішній мембрані мітохондрії.